# Leonid Osipovich Utyosov
Leonid Osipovich Utyosov hoặc Utesov (tiếng Nga: Леони́д О́сипович Утёсов); tên thật: Lazar (Leyzer) Iosifovich Vaysbeyn hoặc Weissbein (tiếng Nga: Лазарь (Лейзер) Иосифович Вайсбейн) (21 tháng 3 [lịch cũ 9 tháng 3] năm 1895, Odessa - 9 tháng 3 năm 1982, Moskva) là một ca sĩ nhạc jazz gốc Do Thái nổi tiếng của Liên Xô, là ca sĩ nhạc đại chúng đầu tiên được trao tặng danh hiệu Nghệ sĩ nhân dân Liên Xô vào năm 1965.

## Tiểu sử
Leonid Utyosov sinh ra và lớn lên ở Odessa, khi đó thuộc Đế quốc Nga, ngày nay thuộc Ukraina. Ông theo học Trường Thương mại Faig nhưng bỏ ngang và gia nhập gánh xiếc Borodanov trong vai trò nghệ sĩ nhào lộn. Ông bắt đầu sự nghiệp sân khấu vào năm 1911 tại Kremenchuk, sau đó quay về Odessa lấy nghệ danh là Leonid Utyosov, rồi đi diễn hài kịch cùng đoàn kịch Rosanov và Nhà hát Rishelyavsky. Năm 1917, ông giành chiến thắng trong một cuộc thi hát ở Gomel, Belarus, sau đó biểu diễn ở Moskva.
Thập niên 1920, ông chuyển đến Leningrad và lập nên một trong những ban nhạc jazz đầu tiên của Liên Xô. Tại Leningrad, ông bắt đầu hợp tác với nhà soạn nhạc nổi tiếng Isaak Dunayevsky, tạo nên bước đột phá cho sự nghiệp của cả hai. Vào thời điểm đó, Utyosov đã gây dựng được một ban nhạc gồm những nhạc sĩ giỏi nhất ở Leningrad, đồng thời tạo ra phong cách của riêng mình, đó là một chương trình nhạc jazz kèm tấu hài độc thoại, pha trộn nhiều phong cách, từ các bài dân ca Nga đến các thể loại mang nét văn hóa đa quốc gia. Năm 1928, Utyosov lưu diễn châu Âu và tham dự buổi biểu diễn của các ban nhạc jazz Mỹ ở Paris, Pháp, tạo nên ảnh hưởng đến phong cách của bản thân ông. Trong thập niên 1930, Utyosov và ban nhạc "Thea-Jazz" (ghép từ "Theatrical Jazz") của ông thường xuyên diễn tại Hội trường Cẩm thạch thuộc Cung văn hóa Kirov ở Leningrad. Trong các buổi biểu diễn của mình, Utyosov mang đến cho khán thính giả nhiều phong cách âm nhạc, bao gồm các thể loại như jazz Mỹ, tango Argentina, chanson Pháp, nhảy upbeat và dân ca Nga.

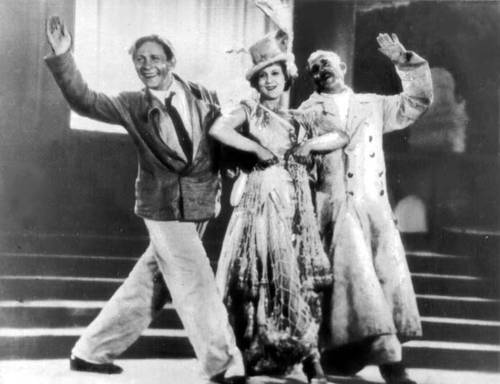
Leonid Utyosov và Lyubov Orlova trong phim Những người vui vẻ

Ông càng nổi tiếng khi đồng diễn xuất với Lyubov Orlova trong bộ phim hài Những người vui vẻ. Trong phim này, Utyosov đã có màn biểu diễn các bản nhạc thời thượng như tango "Con tim" ("Serdtse"). Thời kỳ Thế chiến II, Utyosov ra diễn ở tiền đồn giúp nâng đỡ tinh thần lính Liên Xô đang chiến đấu với Đức quốc xã. Vào ngày Chiến thắng 9 tháng 5 năm 1945, ông biểu diễn trên Quảng trường Sverdlov ở Moskva.
Utyosov sống ở Moskva đến cuối đời.

## Vinh danh

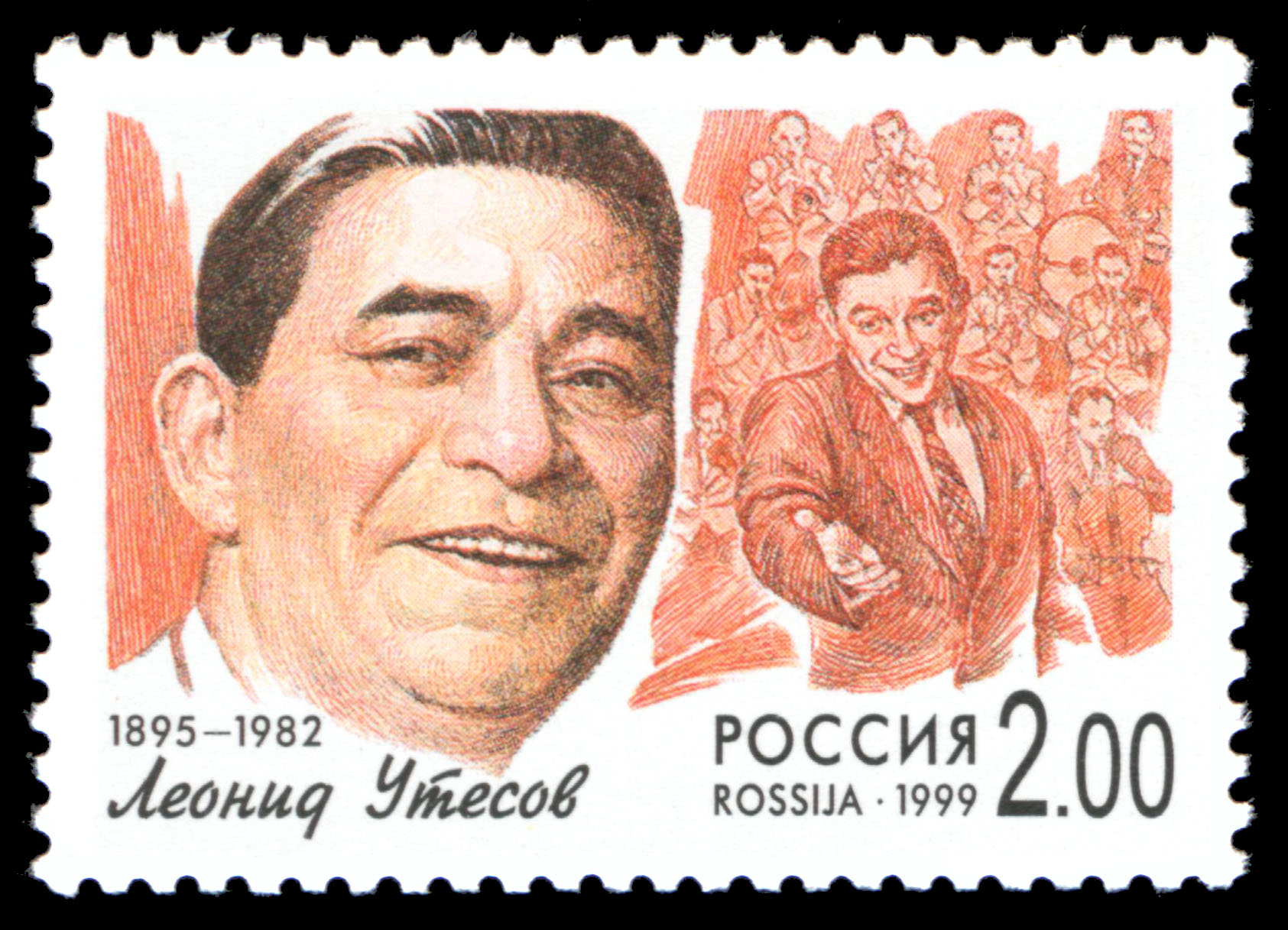
Một con tem của Nga vinh danh Leonid Utyosov, phát hành năm 1999.

Tiểu hành tinh 5944 Utesov (phát hiện vào ngày 2 tháng 5 năm 1984) được đặt theo tên ông. Năm 2000, người ta dựng tượng Utyosov ở Odessa.